# RAINBOWS (アリス九號.の曲)
『RAINBOWS』（レインボウズ）は、日本のヴィジュアル系ロックバンドアリス九號.の楽曲である。通算12枚目のシングルとして2008年8月6日にキングレコードよりリリースされた。

## 解説
『TSUBASA.』『MIRROR BALL』に続いてオリコン週間シングルチャート6位にランクインした。
リリース日の翌々日から、本作を携えてのツアー「DISCOTHEQUE play like “A”RAINBOWS」が行われた。
初回限定盤A・Bおよび通常盤の3タイプでリリースされ、初回限定盤Aには40ページ別冊ブックレットが、初回限定盤Bには表題曲のPVを収録したDVDが付属していた。通常盤は、初回限定盤に未収録の楽曲を含む計3曲が収録された。
5つのジャンルに分けてファン投票を行った結果をもとにセットリストが組まれた結成13周年記念ライブ「13TH ANNIVERSARY LIVE “ALICE IN WONDEЯ LAND”」では、「ストロベリーファズ」がALICE部門の1位にランクインし演奏された。

## 批評
『CDジャーナル』は「ポップでキャッチーなメロディ・ライン。とはいえ、彼らのロック・スピリッツは褪せることなく健在。華麗にかつワイルドだ。」と批評した。また「バンドのさらなる可能性を追求した、スタイリッシュなサマー・チューン。ヴォーカルの将が“とにかくクール”と断言する、洗練されたキャッチーな演奏が繰り広げられている。」とも批評した。

## チャート成績
本作品はオリコン週間シングルチャートでは、2008年8月18日付で初登場・最高順位ともに6位を記録した。計7週にわたって同チャート200位圏内にランクインし、その間に約2.3万枚を売り上げた。また2008年8月度月間チャートでは29位にランクインした。

## 収録曲
初回限定盤 A
| 全作詞: 将、全作曲: アリス九號.。 |                        |      |             |      |
| #                                 | タイトル               | 作詞 | 作曲・編曲  | 時間 |
| 1.                                | 「RAINBOWS」           | 将   | アリス九號. | 4:45 |
| 2.                                | 「ストロベリーファズ」 | 将   | アリス九號. | 4:48 |
| 合計時間:                         | 合計時間:              | 9:32 |             |      |

初回限定盤B
CDは初回限定盤Aと共通。
| 全作詞: 将、全作曲: アリス九號.。 |              |      |             |
| #                                 | タイトル     | 作詞 | 作曲・編曲  |
| 1.                                | 「RAINBOWS」 | 将   | アリス九號. |

通常盤
| 全作詞: 将、全作曲: アリス九號.。 |                        |       |             |      |
| #                                 | タイトル               | 作詞  | 作曲・編曲  | 時間 |
| 1.                                | 「RAINBOWS」           | 将    | アリス九號. | 4:45 |
| 2.                                | 「ストロベリーファズ」 | 将    | アリス九號. | 4:48 |
| 3.                                | 「胡蝶蘭」             | 将    | アリス九號. | 4:13 |
| 合計時間:                         | 合計時間:              | 13:45 |             |      |

## 品番
|                        | リリース日   | 品番       |
| ---------------------- | ------------ | ---------- |
| 初回限定盤A            | 2008年8月6日 | KICM-91241 |
| 初回限定盤B            | 2008年8月6日 | KICM-91242 |
| 通常盤                 | 2008年8月6日 | KICM-1241  |
| デジタル・ダウンロード | 2008年8月6日 | -          |

## 楽曲の収録作品
- 『VANDALIZE』[5]
- 『Alice Nine Complete Collection 2006-2009』[6]
- 『風月ノ詩』（セルフカヴァー）[7]